# Poecilohetaerus aquilus
Poecilohetaerus aquilus är en tvåvingeart som beskrevs av Schneider 1991. Poecilohetaerus aquilus ingår i släktet Poecilohetaerus och familjen lövflugor. Inga underarter finns listade i Catalogue of Life.